# Falsozorilispe linearis
Falsozorilispe linearis är en skalbaggsart som beskrevs av Stefan von Breuning 1943. Falsozorilispe linearis ingår i släktet Falsozorilispe och familjen långhorningar. Inga underarter finns listade i Catalogue of Life.